# Bernard de Świdnica
Bernard de Świdnica (en polonais Bernard Świdnicki), de la dynastie des Piasts, est né entre 1288 et 1291, et décédé le 6 mai 1326.
Il est duc de Jawor, de Świdnica et de Ziębice (1301-1312). En 1312, il cède Jawor à son frère Henri et ne règne plus que sur Świdnica et Ziębice. À partir de 1322, il ne lui reste plus que Świdnica après avoir donné Ziębice à son frère Bolko.
Bernard de Świdnica est le second fils de Bolko Ier le Sévère, le duc de Jawor, et de Béatrice de Brandebourg. Son frère aîné décède en 1300 et son père meurt inopinément l’année suivante. Étant trop jeune pour régner, sa mère et son oncle Hermann, le margrave du Brandebourg, assurent la régence. Bernard est reconnu majeur en 1305 et commence à gouverner, avec ses frères Henri et Bolko II, sur Jawor, Świdnica et Ziębice. 
Au niveau de sa politique étrangère, Bernard noue de bonnes relations avec ses puissants voisins afin de conserver son indépendance. En 1311, il donne sa sœur Béatrice en mariage à Louis de Wittelsbach. Lui-même épouse Cunégonde, la fille de Ladislas Ier le Bref. Il joue le rôle de médiateur entre Boleslas III le Prodigue, le duc de Legnica, et Jean de Luxembourg, le roi de Bohême, qui se disputent le duché d'Opava. Il réussit à obtenir un compromis qui satisfait les deux parties. Le roi de Bohême obtient le duché mais en contrepartie verse une importante somme d’argent au duc de Legnica. Les bons contacts que Bernard entretient avec ce dernier, lui permettent d’acheter la ville de Niemcza.
Vers 1320, Bernard s’allie à Ladislas le Bref et participe à la guerre contre les ducs de Głogów. En 1322, il rejoint la croisade organisée par les Teutoniques contre la Lituanie, tout en conservant de bonnes relations avec la Pologne. Ainsi, il intervient en tant que médiateur dans les négociations de paix qui se déroulent à Cracovie entre Ladislas le Bref et les ducs de Głogów.  
Peu de temps après, il marie sa fille Constance au duc Przemko II de Głogów et sa fille Élisabeth au duc Bolko II d'Opole.
Bernard meurt le 6 mai 1326 et est inhumé à l'Abbaye de Grüssau (en polonais Krzeszów). Il laisse à ses fils un tout petit duché qui a réussi à maintenir son indépendance. Au cours de son règne, il a fait bâtir un château fort à Świdnica qui résistera de longs mois à un siège de l’armée de Bohême pendant la guerre l’opposant à l’armée de Casimir III le Grand pour la possession de la Silésie (1345-1348). 
De son mariage avec Cunégonde (décédée le 9 avril 1333), il a eu deux fils et trois filles: 
- Bolko II le Petit
- Henri II de Świdnica
- Constance, épouse de Przemko II de Głogów
- Élisabeth, épouse de Bolko II d'Opole
- Beata.